# Camp militaire du bois d'Ajou
Camp militaire du bois d'Ajou este o arie protejată (sit de importanță comunitară — SCI) din Franța întinsă pe o suprafață de 267 ha, integral pe uscat.

## Localizare
Centrul sitului Camp militaire du bois d'Ajou este situat la coordonatele 48°24′44″N 4°34′17″E / 48.41222°N 4.57139°E.

## Înființare
Situl Camp militaire du bois d'Ajou a fost declarat arie specială de conservare în baza directivei 92/43 din 1992 referitoare la conservarea habitatelor naturale și a faunei și florei sălbatice pentru a proteja 5 specii de animale.

## Biodiversitate
Situată în ecoregiunea continentală, aria protejată conține 9 habitate naturale: Pajiști uscate seminaturale și facies de acoperire cu tufișuri pe substraturi calcaroase (Festuco-Brometalia) (* situri importante pentru orhidee), Pajiști cu Molinia pe soluri calcaroase, turboase sau argilos-nămoloase (Molinion caeruleae), Liziere de ierburi înalte hidrofile de câmpie și de nivel montan până la alpin, Fânețe de joasă altitudine (Alopecurus pratensis, Sanguisorba officinalis), Mlaștini calcaroase cu Cladium mariscus și specii de Caricion davallianae, Păduri de stejar sau de stejar și carpen sub-atlantice și medio-europene de Carpinion betuli, Păduri aluvionare cu Alnus glutinosa și Fraxinus excelsior (Alno-Padion, Alnion incanae, Salicion albae), Ape puternic oligomezotrofe cu vegetație bentonică cu Chara spp., Formațiuni de Juniperus communis pe lande sau pajiști calcaroase.
La baza desemnării sitului se află mai multe specii protejate:
- amfibieni (1): triton cu creastă (Triturus cristatus)
- mamifere (3): liliac cârn (Barbastella barbastellus), liliac cărămiziu (Myotis emarginatus), liliacul mic cu potcoavă (Rhinolophus hipposideros)
- nevertebrate (1): Oxygastra curtisii

Pe lângă speciile protejate, pe teritoriul sitului au mai fost identificate 9 specii de plante, 11 specii de păsări, 4 specii de mamifere, 2 specii de reptile.